# Liste des maires de Morlaix
Cet article dresse une liste par ordre de mandat des maires de Morlaix, dans le département français du Finistère.

## Liste des maires

### De 1400 à 1561
De l'affranchissement de la ville à la création de la communauté de ville.
| Période                                  | Période | Identité       | Étiquette | Qualité |
| ---------------------------------------- | ------- | -------------- | --------- | ------- |
| Les données manquantes sont à compléter. |         |                |           |         |
| 1451                                     |         | Jean de Quelen |           |         |

### de 1562 à 1693
Charles IX crée, par lettres patentes, un corps de ville composé d’un maire, de deux échevins et douze jurats.
| Période                                  | Période        | Identité                             | Étiquette | Qualité                                                            |
| ---------------------------------------- | -------------- | ------------------------------------ | --------- | ------------------------------------------------------------------ |
| Les données manquantes sont à compléter. |                |                                      |           |                                                                    |
| 1561                                     | 1564           | Auffroy Coail                        |           | Procureur-syndic, Maire, Gouverneur du Taureau                     |
| 1564                                     | 1564           | Vincent Noblet                       |           | Procureur et miseur                                                |
| 15 Juin 1564                             | 1565           | Jean Boullouch                       |           |                                                                    |
| 1565                                     | 1565           | Pierre de Kermerchou                 |           | Sr. de Kergus                                                      |
| 1565                                     | 1566           | Guy de La Forest                     |           | Sr. de Pontblanc                                                   |
| 1566                                     | 1567           | Guillaume Moricquin                  |           |                                                                    |
| 1567                                     | 1568           | Thomas Colin                         |           | Sr. de Pouldras                                                    |
| 1568                                     | 3 Février 1569 | Guillaume Marrec                     |           | Procureur-syndic                                                   |
| 3 Février 1569                           | 9 Février 1570 | Alain Toulcoet                       |           | Procureur-syndic et miseur                                         |
| 9 Février 1570                           | 1571           | François Le Gac                      |           | Sr. de Coatlezpell                                                 |
| 1571                                     | 1572           | Thomas Jagu                          |           | Sr. de Kernegues                                                   |
| 1572                                     | 1573           | Mathieu Rigolé                       |           | Sr. de Roc'harbleiz                                                |
| 1573                                     | 1574           | Jean Le Levyer                       |           | Sr. de Kerrochiou                                                  |
| 1574                                     | 1575           | Jean Floch                           |           | Sr. de Kerbasquiou                                                 |
| 1575                                     | 1576           | Guillaume Ballavesnes                |           | Sr. de Lannigou                                                    |
| 1576                                     | 1577           | Henri Fourequeux                     |           | Sr. de Kervezec                                                    |
| 1577                                     | 1578           | Jean Tribara                         |           | Sr. de Quenquisou                                                  |
| 1578                                     | 1579           | Nicolas Nuz                          |           | Sr. de Kerehunan                                                   |
| 1579                                     | 1580           | Jean Calloet                         |           | Sr. de Kerastang                                                   |
| 1580                                     | 1581           | Maurice Ballavesne                   |           | Sr. de Meshilly                                                    |
| Les données manquantes sont à compléter. |                |                                      |           |                                                                    |
| 1586                                     | 1587           | Martin Tournemouche                  |           | Sr. du Bodon                                                       |
| Les données manquantes sont à compléter. |                |                                      |           |                                                                    |
| 1605                                     | 1606           | Nicolas Desportes                    |           | Sieur du Rest                                                      |
| Les données manquantes sont à compléter. |                |                                      |           |                                                                    |
| 1615                                     | 1616           | Yves Le Bervet (du Parc) (1579-1641) |           | Chevalier de Saint-Michel Gouverneur du château du Taureau en 1616 |
| Les données manquantes sont à compléter. |                |                                      |           |                                                                    |
| 1642                                     | 1643           | Philippe Harscoët                    |           | Sr. de Kervengar                                                   |
| Les données manquantes sont à compléter. |                |                                      |           |                                                                    |
| 1667                                     | 1668           | Jean Le Goarant                      |           | Sr. de Kerhouin                                                    |
| Les données manquantes sont à compléter. |                |                                      |           |                                                                    |
| 1669                                     | 1670           | Guy Jégou                            |           | Ecuyer Sr. de Guerlan                                              |
| 1670                                     | 1671           | François Des Anges                   |           | Sr. de Losven                                                      |
| 1671                                     | 2 février 1673 | Jacques Allain (1627-1687)           |           | Sieur de La Marre                                                  |

### de 1693 à 1718
Louis XIV, supprime les anciens maire, et crée des offices héréditaires de maires. Sur une période on note les mandats alternés de Jean-Baptiste de Ferrière et de Jérôme-Joseph Harscoêt.
| Période                                  | Période           | Identité                | Étiquette | Qualité                           |
| ---------------------------------------- | ----------------- | ----------------------- | --------- | --------------------------------- |
| 1693                                     | 1696              | Jean Le Bell            |           | Sr. de la Muzardière              |
| 1697                                     | 1699              | Jean-Baptiste Ferrière  |           | Sr. de Kerdonval                  |
| Les données manquantes sont à compléter. |                   |                         |           |                                   |
| 26 avril 1707                            | 6 avril 1708      | Jérôme-Joseph Harscouët |           | Sr. de Pratalan                   |
| 6 avril 1708                             | 10 septembre 1709 | Jean-Baptiste Ferrière  |           | Sr. de Kerdonval                  |
| 10 septembre 1709                        | 21 aoüt 1710      | Jérôme-Joseph Harscouët |           | Sr. de Pratalan Maire alternatif  |
| 21 aoüt 1710                             | 1710              | Jean-Baptiste Ferrière  |           | Sr. de Kerdonval Mort en exercice |
| 1711                                     | 1712              | Jérôme-Joseph Harscouët |           | Sr. de Pratalan Maire alternatif  |
| 1713                                     | 1714              | Ferrière (fils)         |           | Fils de Jean-Baptiste Ferrière    |
| 1714                                     | 1715              | Jérôme-Joseph Harscouët |           | Sr. de Pratalan Maire alternatif  |
| 1715                                     | 1716              | Ferrière (fils)         |           | Fils de Jean-Baptiste Ferrière    |
| 1716                                     | 1717              | Jérôme-Joseph Harscouët |           | Sr. de Pratalan Maire alternatif  |
| 1717                                     | 1 janvier 1718    | Ferrière (fils)         |           | Fils de Jean-Baptiste Ferrière    |

### De 1718 à la Révolution
La ville acquiert la charge de maire et entre en sa possession, en conséquence la fonction redevient élective. 
| Période                                  | Période          | Identité                          | Étiquette | Qualité |
| ---------------------------------------- | ---------------- | --------------------------------- | --------- | --- |
| 1 janvier 1718                           | 1719             | Jean de l'Eau                     |           | Sr. de Kerbabu |
| 1 janvier 1719                           | 31 décembre 1720 | Barazer                           |           | Sr. de Lannurien |
| 31 décembre 1720                         | 1722             | Guillotou                         |           | Sr. de Kerever |
| 1 janvier 1723                           | 22 mai 1724      | Jean de l'Eau                     |           | Sr. de Kerbabu |
| 1725                                     | 1726             | Michel d'Origny                   |           | Maire de Morlaix en 1725 |
| 1727                                     | 2 février 1728   | François Le Brigant               |           | Sr. du Parc |
| 1729                                     | 2 1730           | Guillerot                         |           | Sr. de la Pignonière Receveur des Fouages |
| 1731                                     | 2 janvier 1732   | Le Minihy                         |           | Sr. du Rumen |
| 1733                                     | 1737             | Joseph Daumesnil                  |           | |
| 1738                                     | 2 janvier 1739   | Guillotou                         |           | Sr. de Kerever |
| 1740                                     | 20 avril 1741    | d'Alençon                         |           | |
| 30 janvier 1742                          | 1749             | Jean David                        |           | |
| 1749                                     | 1751             | Pierre Louis Pitot                |           | |
| 1751                                     | 1753             | Philippe Miron (1701-1786)        |           | Seigneur de L'Estang Négociant Lieutenant-général de police Prieur-consul de Morlaix                                                                   |
| 1753                                     | 1755             | Jean Lannux l'aîné                |           | Receveur des fouages |
| 1755                                     | 1757             | Jean Marzin                       |           | Sr. de Launay |
| 1757                                     | 1759             | de Cruypenningks                  |           | |
| 1759                                     | 1761             | Mathurin Mazurié                  |           | Sr de Pennanec’h, gentilhomme de la venerie du Roi, rapporteur du point d’honneur, maire de Morlaix en 1759 et député de cette ville aux Etats de 1772 |
| 1761                                     | 1763             | Charles Sermensan                 |           | |
| 1763                                     |                  | Augustin Tilly                    |           | Sr de Penanrun Négociant |
| 1764                                     | 14 novembre 1765 | Charles Sermensan                 |           | Lieutenant du Maire précédent, mort au cours de son mandat, devient maire le temps d'organiser l'élection.                                             |
| 14 novembre 1765                         | 1769             | Pierre Barrère                    |           | Négociant |
| 1769                                     | 1772             | Jean Lannux                       |           | Sr. de la Chaume Négociant et banquier |
| 1772                                     | 1774             | Jean-François Trévégan Le Mérer   |           | |
| 1774                                     | 1776             | Vincent-François Pitot            |           | |
| 1776                                     | 1778             | Charles Lannux                    |           | |
| 1778                                     | 1780             | Claude-Jacques-Auguste-Ange Macé  |           | Sr. de Richebourg |
| 1780                                     | 1782             | François Giraudet                 |           | |
| 1782                                     | 2 janvier 1783   | Pierre-Louis Mazurié de Pennanech |           | Négociant-armateur Député des sénéchaussées réunies de Morlaix et Lannion aux Etats généraux de 1789.                                                  |
| Les données manquantes sont à compléter. |                  |                                   |           | |
| 1784                                     | 1786             | Rannou                            |           | |
| 1786                                     | 1788             | Armand Joseph Dubernad            |           | |
| 1788                                     | 1790             | Michel Behic                      |           | Négociant |

### Période Moderne
| Période                                  | Période        | Identité                               | Étiquette              | Qualité |
| ---------------------------------------- | -------------- | -------------------------------------- | ---------------------- | --- |
| 1790                                     |                | Yves-Joseph Le Denmat                  |                        | Avocat Sr de Kervern Décapité lors de la Terreur en 1794. |
| Les données manquantes sont à compléter. |                |                                        |                        | |
| 1792                                     | 1792           | Jean-Nicolas Baudier                   |                        | Chirurgien. Maire montagnard entre juin et décembre 1792. |
| 1795                                     |                | Denis Duquesne                         |                        | Docteur en médecine. Il fut par la suite sous-préfet de Morlaix. |
| Les données manquantes sont à compléter. |                |                                        |                        | |
| 1804                                     | 1808           | Pierre Guy Marie Barrère               |                        | Négociant Fils de Pierre Barrère, maire de 1765 à 1769 |
| 1809                                     | 1810           | François-Gabriel de La Fruglaye        |                        | Comte |
| 1810                                     | 1813           | Jean Marie Charles Beaumont            |                        | Négociant à Morlaix |
| Les données manquantes sont à compléter. |                |                                        |                        | |
| 1814                                     | 1819           | Louis Le Grand du Quellenec            |                        | Capitaine d'infanterie en retraite |
| 1819                                     | 1826           | Jean Marie Charles Beaumont            |                        | Déjà maire de 1810 à 1813. |
| 1826                                     | 1830           | Armand Ange Beaumont                   |                        | Fils de Jean Marie Charles Beaumont, maire précédent. |
| 1830                                     | 1832           | Gustave Rivoallan                      |                        | Avocat. Mort lors de l'épidémie de choléra de 1832. Chevalier de la Légion d'honneur |
| 1832                                     | 1835           | Joseph Guégot de Traoulen              |                        | Avocat Conseiller général |
| Les données manquantes sont à compléter. |                |                                        |                        | |
| 1845                                     | 1848           | Joseph François Desloges               |                        | Négociant en beurre Président du conseil d'arrondissement Il faillit être défenestré parce qu'à la mairie il refusait (lui l'orléaniste) de remplacer le buste de Louis-Philippe par celui de Marianne                                                                        |
| 1848                                     | 1848           | Jean-Marie Éléouët                     |                        | Vétérinaire |
| 1848                                     |                | André Découvrant                       | Gauche modérée         | Avocat Député |
| 1850                                     | 1852           | Philippe-François Le Denmat de Kervern | Majorité ministérielle | Magistrat Député Fils d'Yves-Joseph Le Denmat de Kervern, maire en 1790 |
| 1853                                     | 1863           | Antoine Frebourg                       |                        | Négociant Chevalier de la Légion d'honneur |
| Les données manquantes sont à compléter. |                |                                        |                        | |
| 1865                                     | 1870           | Alexandre Étienne Tilly                |                        | Négociant |
| 1870                                     | 1871           | Joseph François Desloges               |                        | Maire de 1845 à 1848 |
| 1871                                     | 1875           | Edmond Puyo                            |                        | Négociant |
| Les données manquantes sont à compléter. |                |                                        |                        | |
| 1878                                     | 1881           | Victor Braouezec                       |                        | Négociant de vins en gros Adjoint du maire en 1851 |
| 1881                                     | 1882           | Armand Cloarec                         |                        | Avoué |
| Les données manquantes sont à compléter. |                |                                        |                        | |
| 1884                                     | 1885           | François César Roussel                 |                        | Propriétaire |
| Les données manquantes sont à compléter. |                |                                        |                        | |
| 1886                                     | 1888           | Armand Cloarec                         |                        | Maire de 1881 à 1882 |
| 1888                                     | 1888           | Victor Delannègrie                     |                        | Médecin |
| 1888                                     | 1897           | Onésime Kérébel                        |                        | Négociant, exportateur Adjoint du Maire en 1886 |
| 1897                                     | 1904           | Henry Le Bolloch                       |                        | Avocat |
| 1904                                     | 1907           | Onésime Kérébel                        |                        | Maire de 1888 à 1897 |
| Les données manquantes sont à compléter. |                |                                        |                        | |
| 1908                                     | 1912           | Charles Lefebvre                       |                        | Avocat |
| Les données manquantes sont à compléter. |                |                                        |                        | |
| 1914                                     | 1917           | Joseph Frédéric Hervé                  |                        | Pharmacien |
| Les données manquantes sont à compléter. |                |                                        |                        | |
| 1919                                     | 1925           | François-Louis Guillou                 |                        | |
| 1919                                     | 1928           | Guillaume Châtel                       | Socialiste             | |
| 1928                                     | 1935           | François-Louis Bourgot                 | PSU                    | Député |
| Les données manquantes sont à compléter. |                |                                        |                        | |
| 27 décembre 1936                         | 1944           | Olivier Le Jeune                       | URD                    | Médecin de marine Sénateur |
| Les données manquantes sont à compléter. |                |                                        |                        | |
| 1945                                     | 1947           | Jules Hippolyte Masson                 | SFIO                   | Maire de Brest Député Sénateur |
| 1947                                     | 1971           | Jean Le Duc                            | MRP puis Gaulliste     | Conseiller général Député |
| 1971                                     | 1989           | Jean-Jacques Cléach                    | PS                     | Conseiller général |
| 1989                                     | 1995           | Arnaud Cazin d'Honincthun              | UDF                    | Député |
| 1995                                     | 1997           | Marylise Lebranchu                     | PS                     | Conseillère régionale de Bretagne (1986→) Ministre du gouvernement Jospin (1997-2002) Députée (1997 et 2002→) Ministre du gouvernement Ayrault (2012→2014) Ministre du gouvernement Valls (2014→2016), en tant que ministre de la Décentralisation et de la Fonction publique |
| 1997                                     | 22 mars 2008   | Michel Le Goff                         | PS                     | |
| 22 mars 2008                             | 4 juillet 2020 | Agnès Le Brun,                         | UMP puis LR            | Conseillère générale de Morlaix (2008-2010) Conseillère régionale de Bretagne Députée européenne (2011-2014) |
| 4 juillet 2020                           | en cours       | Jean-Paul Vermot                       | PS                     | |